# Kostel Nanebevzetí Panny Marie (Staré)
Kostel Nanebevzetí Panny Marie je farní kostel nacházející se v Michalovském okrese v obci Staré. Postaven byl v letech 1811 - 1842 v klasicistním stylu. Kostel je národní kulturní památkou a je zapsán v Ústředním seznamu památkového fondu (pod číslem 93/1). Za národní kulturní památku byl vyhlášen 23. března 1963.

## Historie kostela
Výstavbu kostela započal v roce 1811 hrabě Vincent Sztáray, později v pracích pokračovala jeho manželka. Od roku 1827 měla stavbu kostela na starosti a i ji dokončila vdova Johanna Szirmay de Szirma Bessenyo.

## Architektura kostela
Jde o jednolodní stavbu s obdélníkovým půdorysem a se |svatyní s jemně zaobleným pětibokým závěrem, ke kterému přiléhají dvě boční sakristie. Hlavní průčelí kostela má vestavěnou věž a je členěno 4 pilastry, které jsou ukončeny iónskými sloupovými hlavicemi. Věž má kordonovou římsu, nad ní se nacházejí francouzská okna. Zdivo věže je několikrát lomené a na vrchu se nachází masivní kříž.
Uprostřed čelního průčelí je hlavní portál a nad ním je nápis: "DEO UNI ET TRINO", což v překladu znamená "Bohu trojjedinému". Po obou stranách hlavního vstupu jsou ve zdivu velké rytiny zobrazující slovanské věrozvěsty svatého Cyrila a svatého Metoděje.
Interiér kostela má valenou pruskou klenbu a takto je zaklenuta i svatyně. Na čelní stěně svatyně je hlavní oltář - jde o klasicistní sloupový oltář s malbou Nanebevzetí Panny Marie, která je i patronkou kostela.
Kamenná křtitelnice pochází z roku 1784 a je z bývalého kostela. V kostelní lodi se nacházejí i boční oltáře: oltář Božského srdce Ježíšova, oltář svatého Kříže, oltář Levočské Panny Marie a oltář svatého Ondřeje apoštola.
V kostele se nachází i bohatá výmalba. Ve svatyni je to malba Nejsvětější Trojice, Korunování Panny Marie, Zvěstování Panny Marie a Narození Krista Pána. V lodi kostela jsou malby Zmrtvýchvstání Páně, Seslání Ducha svatého, Blahoslavení košičtí mučedníci a Evangelisté. V kostele se také nachází i malba místního zámečku, který je také národní kulturní památkou.
Vitráže kostelních oken zobrazují následující:
- Na levé straně - svatý Dominik Savio a svatá Maria Goretti, svatý Petr a svatý Pavel, svatá Monika a svatá Zuzana
- Na pravé straně - svatý Jan Křtitel a svatý Josef, svatý Cyril a svatý Metoděj, svatý Michal

Pod svatyní se nachází i krypta rodiny Sztárayovcov, kteří dali kostel postavit.